# De película (álbum de Miliki)
De Película es el cuarto álbum de estudio de Miliki, en el cual no se narra ninguna historia en sí.
Consiguió un Disco de Oro.

## Lista de canciones
| N.º | Título | Duración |  |

## Intérpretes
- Miliki: Voz y acordeón
- José Morato y Óscar Gómez (productor): Voces y coros

### Colaboraciones
- Miriam Díaz-Aroca: en "Chitty Chitty Bang Bang" (Chitty Chitty Bang Bang)
- Los Morancos: en "Supercalifragilisticoespialidoso" (Mary Poppins)
- Lolita Flores: en "Una cucharada de azúcar" (Mary Poppins)
- Manel Fuentes, Bermúdez, Santi Rodríguez y Pablo Motos: en "Do, Re, Mi (Sonrisas y lágrimas)
- Agüita Salá: en "En Cinemascope"
- Leyre: en "La historia interminable" (La historia interminable)
- Francisco: en "Mañana"
- Carlos Baute: en "Miliki's Cazafantasmas" (Los Cazafantasmas)
- Nina: en "La estrella azul" (Pinocho)
- Ana Duato y Los Chicanos del Sur: en "Submarino Amarillo" (The Beatles)
- Manu Sánchez en "Miliki's Inspector Gadget"
- Cantajuegos en "Manha Manha" (Los Muppets)

- Datos: Q5800802